# Efim Chifrine
Efim Zalmanovitch Chifrine (en russe : Ефи́м Залма́нович Шифри́н), né à Neksikan (oblast de Magadan) le 25 mars 1956, est un acteur russe.

## Parcours artistique

### Formation et débuts
De 1973 à 1974, Efim Chifrine étudie à la faculté des lettres de l'université de Lettonie. En 1974, il entre à la faculté des arts scéniques de l'école nationale du cirque et de l'art de la scène de Moscou, sous la direction de Roman Viktiouk, et en ressort diplômé en 1978. À partir de 1977, il commence à monter sur scène au Théâtre des étudiants de l'université de Moscou dirigé par Viktiouk. À cette époque, ses rôles au théâtre sont dans les trois pièces suivantes: Au revoir, les garçons ! (de Boris Balter), Nuit après la sortie des classes (de Vladimir Tendriakov) et Chasse aux canards (d'Alexandre Vampilov).
En 1979, Chifrine est lauréat du premier concours des artistes du spectacle de Moscou et, en 1983, lauréat du septième concours national des artistes du spectacle. En 1985, Chifrine présente son premier one-man-show : Je voudrais dire, essentiellement écrit par Victor Kokluchkine. Les textes de Kokluchkine sont aussi devenus la base des spectacles Trois questions et La lune ronde. Parallèlement, Chifrine poursuit ses études à l'Académie russe des arts du théâtre (de 1980 à 1985).

## Carrière théâtrale et pièces notables
En 1990, l'artiste fonde le Théâtre Chifrine[réf. souhaitée] dont il est le metteur en scène jusqu’à ce jour.
En 1992, le trophée « Ostap d'or » lui est décerné au Festival d'humour de Saint-Pétersbourg.
Efim Chifrine a joué dans plusieurs pièces de théâtre :
- Je ne te connais plus, chéri
- L'amour avec un imbécile
- Des putes
- Une chèvre ou bien Sylvie
- Qui est-elle (mise en scène de Roman Viktuk)
- Les rumeurs (mise en scène de Vadim Dubrovitsky)
- Théâtrium, en 2006, au théâtre de Serpoukhovka, où a eu lieu la première du spectacle Dragon de Evgueni Schwarz (mise en scène de Vladimir Mirzoev). Chifrine y joue le rôle du bourgmestre.
- Le Scandale! Au public il est interdit de regarder! de Jean Marsan (mise en scène de Valery Sarkisov), en 2008. Il y joue le rôle d’Hervé Montaigne.
- La Fleur riante de Noel Coward (mise en scène par Mikhaïl Kozakov). Il y joue le rôle d'Harry Essendajn.

## Autres pans artistiques: musique, cinéma et littérature
Dans son répertoire on peut trouver un certain nombre d'œuvres musicales :
- Les romances de Dmitri Chostakovitch avec les paroles de Sacha Tcherny
- Jérusalem de Marc Minkov
- Musique en moi de Michaïl Kotchetkov
- La nuit du Sud d'Alexandre Klevitsky

Il est également connu pour avoir joué une vingtaine de rôles dans des films et séries variés :
- Bolotnaya street
- Le héros de notre tribu
- L'ange avec le mégot, réalisé par Evgueni Guinzbourg.
- Gloss (Le Lustre[réf. nécessaire]), d'Andreï Kontchalovski, en 2007. Chifrine y incarne Marc Chifer.
- Eralach (série télévisée humoristique pour enfants)

Efim Chifrine a également écrit deux livres:
- Le Théâtre de mon nom (en collaboration avec G. Virent)
- Le Dossier personnel de Efim Chifrine.

## Divers
Pendant plusieurs années successives, au mois de mars, Efim Chifrine présentait un spectacle de prestations dans la salle de concerts « Rossiya » avec la participation des stars de la scène russe : L’arche Chefrinoév, L’Opus N 10, L’Escalier, Le recensement, Les Gens en masques. En 2006, un spectacle de bienfaisance est organisé à l'occasion de l'anniversaire de ce spectacle, Cabaret. Rechargement.
En 2000 Chifrine a reçu le Prix « Mister fitness » accordé par le réseau international du club World Class. En 2006 il reçoit un diplôme du Comité de la culture physique et du sport de la Fédération de bodybuilding et de fitness du Gouvernement de Moscou pour la propagande du sport et de la vie saine.
Parmi les autres prix reçus par de Efim Chifrine, on peut noter la Coupe de Raykin (2001), ainsi que le deuxième prix et la Coupe Nikouline pour la participation au show de télévision Cirque avec les stars organisé par la chaîne TV 1.